# IJsreus

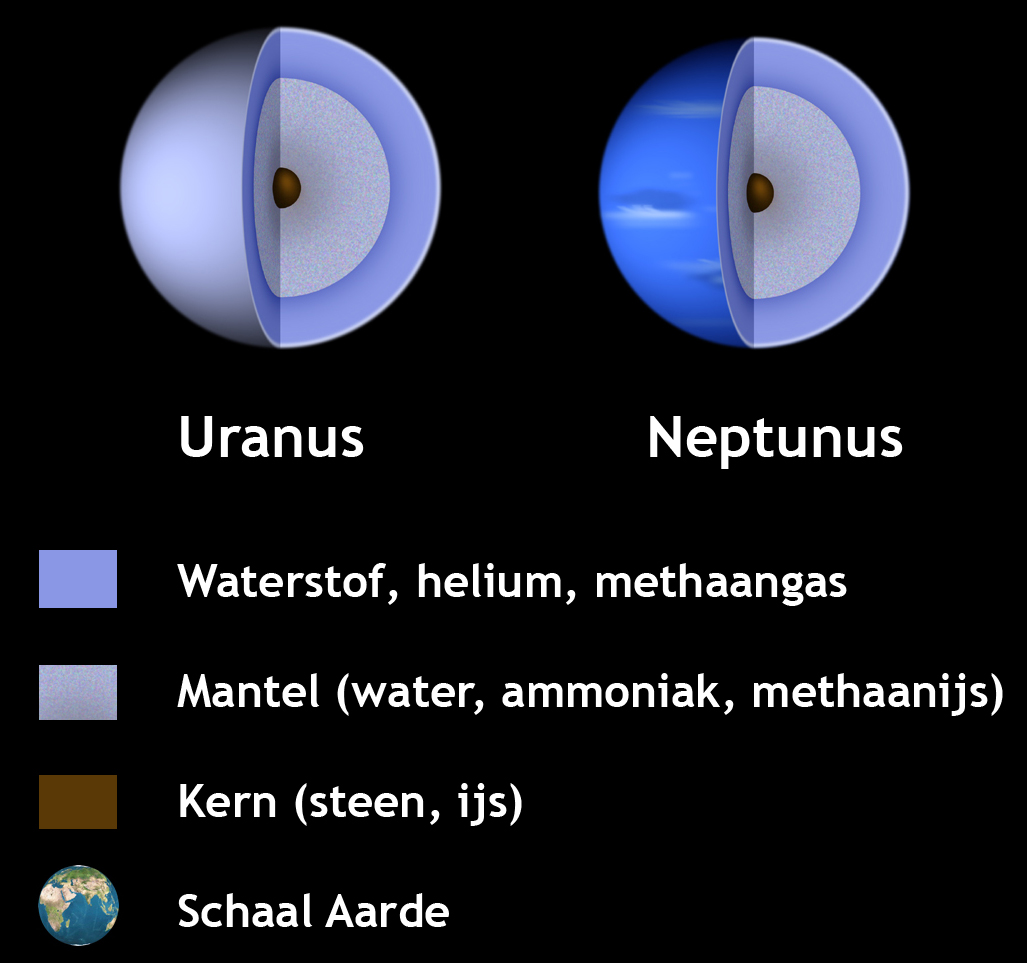
Afbeelding van de twee ijsreuzen in het zonnestelsel

Een ijsreus is een planeet groter dan de uit ijzer en steen opgebouwde "aardse planeten", maar kleiner dan de gasreuzen Jupiter en Saturnus (met massa's van resp. 315 en 95 maal die van de Aarde).
In het zonnestelsel zijn Uranus en Neptunus de ijsreuzen (met massa's van resp 14,5 en 17,5 maal die van de Aarde).
Vroeger werden Uranus en Neptunus tot de gasreuzen gerekend, maar uit hun hogere soortelijke massa bleek wel dat zij uit zwaardere materie moesten bestaan. Ware dat niet zo, dan zou, vanwege de geringere massa en gravitatie, en bijgevolg de lagere samenpersing van het materiaal, de soortelijke massa eerder nog lager moeten zijn.
Tegenwoordig neemt men aan dat Uranus en Neptunus slechts voor ongeveer 5 tot 10% uit waterstof- en heliumgas bestaan (ter vergelijking: Jupiter en Saturnus bestaan voor 80 of 90% uit deze gassen) en dat het grootste deel van de massa geconcentreerd is in een kern, die deels uit ijzer en silicaten (gesteente) bestaat (20 tot 25% van de massa) en een mantel die bestaat uit water, methaan en ammoniak) (70% van de massa).
Om hier van "ijs" te spreken is eigenlijk niet juist. Deze laatstgenoemde bestanddelen zijn bij de lage temperaturen die in de ruimte rondom Uranus en Neptunus en op de satellieten van deze planeten heersen (ongeveer −170°C) inderdaad vast, maar in het binnenste van deze planeten heersen hoge temperaturen (tot enkele duizenden graden Celsius) en een hoge druk (tot enkele miljoenen atmosferen), zodat water, methaan en ammoniak daar eerder voorkomen in de vorm van een dicht plasma, dan als vaste stof. 